# Michel Hakim
Michel Hakim BS (* 21. April 1921 in Maghduscha, Libanon; † 22. November 2006 in Montreal, Kanada) war Apostolischer Vikar von Kanada und erster Bischof der Melkitischen Griechisch-Katholischen Kirche von Saint-Sauveur de Montréal in Kanada.

## Leben
Michel Hakims Geburtsstadt Maghduscha ist im Nahen Osten ein bekannter Marienwallfahrtsort. Das Heiligtum und das Wallfahrtszentrum steht unter der Verwaltung der Melkitischen Griechisch-Katholischen Kirche. Hakim studierte am St.-Sauveur Seminar Theologie und wurde am 10. November 1947 zum Ordenspriester der Melkitischen Basilianer vom Heiligsten Erlöser geweiht. Er war zunächst als Verwalter einer Schule in Damaskus eingesetzt und leitete später eine Jugendgruppe in Zahlé. In den 1960er Jahren schloss er sein Theologiestudium an der Sorbonne und dem Katholischen Institut in Paris ab. Seit 1947 war er Generalsuperior des Basilianerordens.
Am 25. August 1977 erfolgte die Ernennung zum Bischof von Sidon im Libanon. Die Bischofsweihe wurde am 10. September 1977 durch den Patriarchen von Antiochien Maximos V. Hakim geleitet; Mitkonsekratoren waren die Erzbischöfe Saba Youakim von Petra und Philadelphia in Jordanien und Georges Haddad von Tyros im Libanon.
Papst Johannes Paul II. ernannte Hakim am 13. Oktober 1980 zum Apostolischen Vikar von Kanada für die Melkitische Griechisch-Katholische Kirche unter gleichzeitiger Ernennung zum Titularbischof von Caesarea in Cappadocia dei Greco-Melkiti. Am 1. September 1984, nach der Erhebung des Apostolischen Vikariats zur Erzeparchie, wurde er zum Erzbischof von Saint-Sauveur de Montréal ernannt. Er war Mitkonsekrator der Bischöfe John Adel Elya (Newton, USA), Nicholas James Samra (Weihbischof in Newton) und Sleiman Hajjar BS, seinem Nachfolger im Amt. Nach seiner altersbedingten Emeritierung am 30. Juni 1998 pendelte Alterzbischof Hakim zwischen Montreal und dem Libanon hin und her.